# Монтаж відео
Монтаж відео - це маніпуляції з розташуванням відеокадрів. Використовується для структуризації та подання всієї відеоінформації, включаючи фільми та телевізійні шоу, відеорекламу. В останні роки процес редагування відео різко популяризувався, завдяки поширенню спеціального програмного забезпечення, доступного для персональних комп’ютерів.  Монтаж може бути доволі складний та довготривалий, тому було створено кілька технологій, які допомагають людям у виконанні цього завдання. Програмне забезпечення для редагування відео на основі пера було розроблене для того, щоб надати людям більш інтуїтивний та швидкий спосіб, дозволити виконання потрібних операцій без довготривалого навчання. 

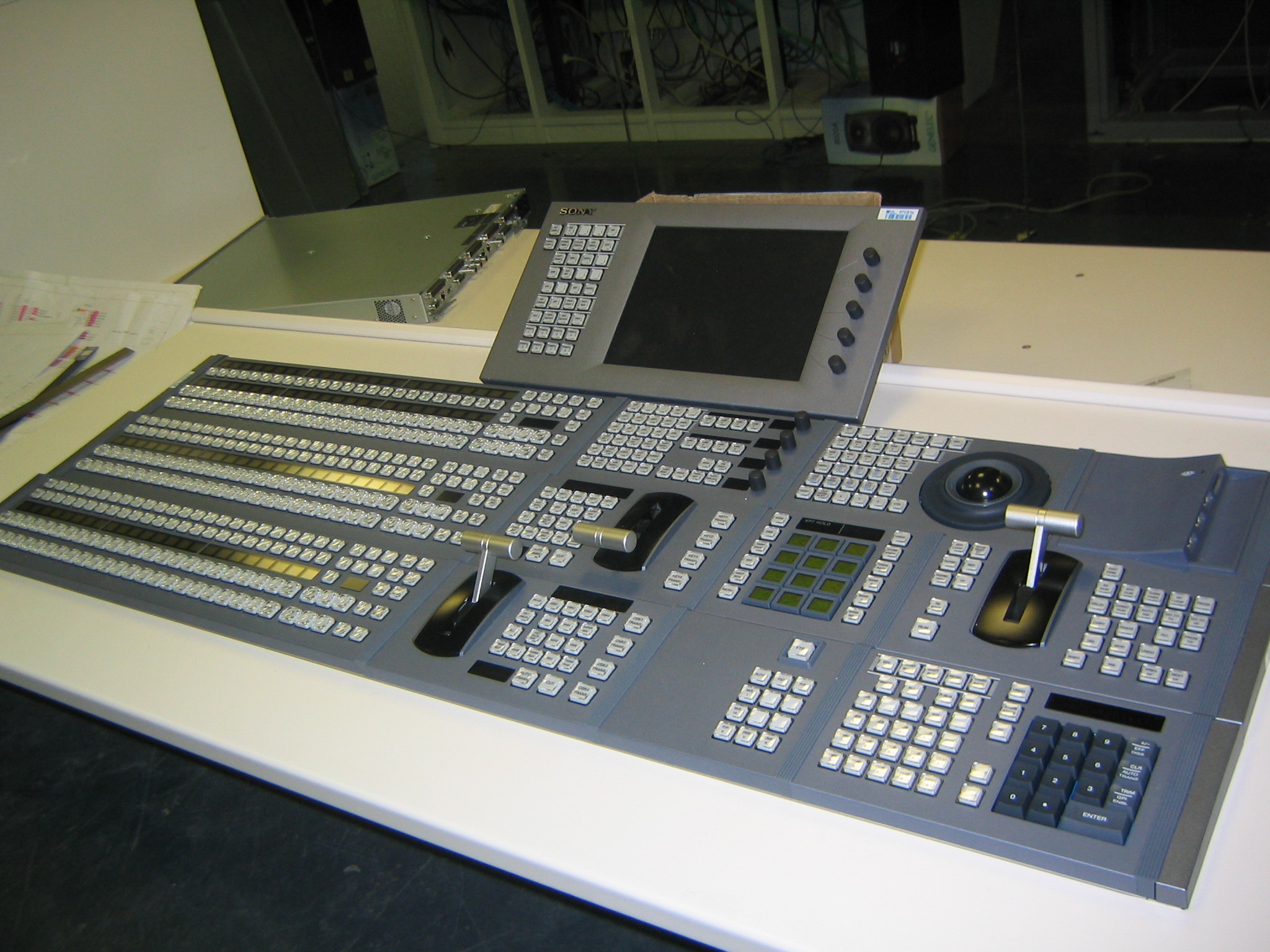
Відеомікшер

## Види редагування
Програмне забезпечення для редагування відео, яке раніше вважалось прерогативою дорогих і потужних відеоредакторів, відтепер доступне для персональних комп’ютерів та робочих станцій . Монтаж відео включає вирізання сегментів (обрізання), зміну послідовності кадрів, а також додавання переходів та інших спеціальних ефектів . 
- Лінійне редагування відео використовує відеокасету і редагується найпростіше. Кілька відеокліпів із різних стрічок записуються на одну стрічку в тому порядку, в якому вони з'являються.

- Системи нелінійного редагування (NLE) дозволяють редагувати відео на комп’ютерах із спеціалізованим програмним забезпеченням. Цей процес не руйнує необроблені відеоматеріали і здійснюється за допомогою таких програм, як DaVinci Resolve, Avid Media Composer, Adobe Premiere Pro та Final Cut Pro .

- Редагування в режимі офлайн - це процес копіювання вихідних матеріалів з оригінального джерела, не впливаючи на оригінальний запис фільму чи відеокасету. Після завершення редагування оригінальний носій знову збирається на етапі онлайн редагування .

- Онлайн редагування - це процес повторного збирання матеріалу до відео з повною роздільною здатністю після того, як було виконано редагування в автономному режимі. Це робиться на завершальній стадії створення відео.

- Хмарне редагування - це процес використання Інтернету для віддаленої,спільної або критичної за часом роботи з контентом, наприклад редагування спортивних подій у реальному часі за допомогою відео-проксі (копії нижчої роздільної здатності) оригінального матеріалу.

- Мікшеринг використовується під час роботи в середовищах теле та відеопродукції . Мікшеринг використовується для вирізання живого контенту, що надходить з декількох камер у режимі реального часу.

## Передумови
Монтаж відео - це процес редагування сегментів відеоматеріалу, спецефектів та звукозаписів у процесі постпродукції . Редагування кінофільмів є попередником монтажу відео, і в деякій мірі відеомонтаж імітує монтаж кінофільмів, в плані використання лінійного програмного забезпечення для редагування відео та на системах нелінійного монтажу (NLE). Використовуючи відео, режисер може передавати документальні (невигадані) та художні( вигадані) події. Мета редагування - маніпулювати цими подіями, щоб донести свій задум до глядача. Це візуальне мистецтво. 
Відеомагнітофони початку 1950-х (VTR) були настільки дорогими, і погіршення якості, спричинене копіюванням, було настільки великим, що 2-дюймова відеокасета Quadruplex редагувалася шляхом візуалізації записаної доріжки за допомогою феромагнітної рідини, різання її бритвою та зрощення відеострічкою . Два шматки стрічки, які слід з’єднати, фарбували розчином надзвичайно дрібних залізних стружок, суспендованих у тетрахлориді вуглецю, токсичній та канцерогенній сполуці. Це "удосконалило" магнітні доріжки, зробивши їх видимими при перегляді через мікроскоп, щоб їх можна було вирівняти в сплайсері, призначеному для цього завдання.
Поліпшення якості та економічності, а також винахід летючої стираючої головки дозволили записувати новий відео- та аудіоматеріал поверх наявного на магнітній стрічці . Це було введено в техніку лінійного редагування . Якщо сцену, розташовану ближче до початку відеокасети, потрібно було змінити по довжині, усі наступні сцени потрібно було б записати на відеокасету знову послідовно . Крім того, джерела можна відтворювати одночасно за допомогою мікшеру для створення більш складних переходів між сценами. Популярною системою для створення цих переходів 1970-80-х років було обладнання U-matic (назване за U-подібною стрічковою траєкторією).

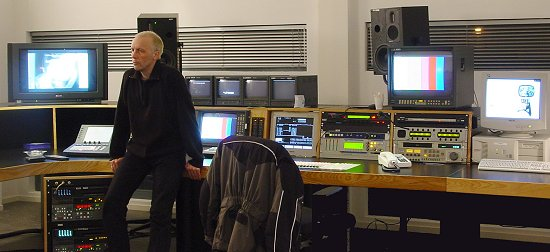
Редактор у лінійній студії

Сучасні системи NLE редагують відео, записане цифровим способом на жорсткий диск з аналогового або цифрового джерел відео . Вміст потрапляє та записується за допомогою відповідного кодека, який програмне забезпечення для редагування відео використовує для обробки захоплених кадрів. Відео високої чіткості стає все більш популярним і може бути легко відредаговане за допомогою того самого програмного забезпечення разом із відповідними програмами анімаційної графіки . Відеокліпи розміщуються за часовою шкалою, додаються музичні доріжки, заголовки, цифрова екранна графіка, можуть створюватися спецефекти, а закінчений проєкт " рендериться " у готове відео. Потім відео може розповсюджуватися різними способами, включаючи DVD, вебтрансляцію, фільми QuickTime, iPod, CD-ROM або відеокасету.
Як і деякі інші технології, вартість монтажу відео з часом зменшувалася. Оригінальна 2-дюймова система Quadruplex коштувала стільки, що багато телевізійних виробничих потужностей могли дозволити собі лише одну одиницю, а редагування було процесом, який вимагав спеціальної підготовки. На теперішній час майже будь-який домашній комп'ютер, що продається з 2000 року, має достатньо потужності для оцифровки та редагування телепрограм із стандартною роздільною здатністю (SDTV). Дві основні операційні системи включають базове програмне забезпечення для редагування відео - iMovie від Apple та Windows Movie Maker від Microsoft . Є додаткові варіанти, як правило, більш досконалі комерційні продукти. Також існують програми редагування відео з відкритим вихідним кодом  . Також з’явилися продукти для автоматичного редагування відео, що відкрило цей процес для ширшої аудиторії любителів і скоротило необхідний для виконання час. Вони, як правило, існують як служби зберігання медіа, такі як Google з її Google Photos  або менші компанії, такі як Vidify.

## Програми
Відеомонтаж можна використовувати у багатьох напрямках, таких як освіта, розваги та документація. 
- Віртуальна реальність - робляться вдосконалення, щоб допомогти з редагуванням сферичного відео, що використовується в налаштуваннях віртуальної реальності. [7]
- Соціальні медіа - редагування відео можна використовувати для розваг та інших цілей на YouTube та інших сайтах соціальних медіа.
- Шкільні вчителі використовували відеомонтаж, щоб допомогти своїм учням зберігати інформацію та продовжувати уроки поза класом. [8]

## Дивитися також
- EDL[en]
- Відеоколажі[en]
- Слайд-шоу програми[en]
- Відео скретчинг[en]
- Відео маніпуляції[en]
- Відеосервер
- Список програм для редагування відео[en]
- Порівняння програм для редагування відео[en]